# Rezerwat przyrody Majdan (Polska)
Rezerwat przyrody Majdan – leśny rezerwat przyrody utworzony w 1990 r. na terenie gminy Stromiec, na gruntach Nadleśnictwa Dobieszyn obręb Dobieszyn o powierzchni 50,60 ha. Celem ochrony jest zachowanie zbiorowisk łęgowych oraz grądu niskiego z wielogatunkowymi drzewostanami naturalnego pochodzenia. Rosną tu drzewostany z panującą olszą z domieszką dębu, lipy, wiązu, brzozy, jawora oraz sosny.